# Атесса
Атесса (італ. Atessa) — муніципалітет в Італії, у регіоні Абруццо, провінція К'єті.
Атесса розташована на відстані близько 165 км на схід від Рима, 95 км на схід від Л'Аквіли, 40 км на південний схід від К'єті.
Населення — 10 700 осіб (2014).
Щорічний фестиваль відбувається 11 січня. Покровитель — San Leucio.

## Демографія
Населення за роками:

Станом на 1 січня 2023 року в муніципалітеті офіційно проживало 607 іноземців з 46 країн, серед них 218 громадян країн Євросоюзу та 14 громадян України.

## Сусідні муніципалітети
- Альтіно
- Аркі
- Бомба
- Карпінето-Сінелло
- Казалангуїда
- Казальбордіно
- Колледімеццо
- Джиссі
- Гуїльмі
- Ланчано
- Монтаццолі
- Пальєта
- Перано
- Поллутрі
- Сант'Еузаніо-дель-Сангро
- Шерні
- Торнареччо
- Вілла-Санта-Марія